# دونالد رايدر ديكي
دونالد رايدر ديكي (بالإنجليزية: Donald Ryder Dickey)‏ هو عالم طيور ومصور وعالم حيوانات أمريكي، ولد في 31 مارس 1887 في دوبوك في الولايات المتحدة، وتوفي في 15 أبريل 1932 في باسادينا في الولايات المتحدة.